# Ángel Pasta Muñuzuri
Ángel Pasta Muñuzuri (Acapulco, Guerrero; 5 de marzo de 1954) es un político mexicano, miembro del Partido Acción Nacional, ha sido diputado federal y candidato a gobernador de Guerrero.
Es licenciado en Administración de Empresas egresado del Instituto Tecnológico y de Estudios Superiores de Monterrey, ha ocupado numerosos cargos en el Comité directivo municipal y estatal del PAN en Guerrero, en cargos como Secretario de Administración y Finanzas, de Relaciones Públicas, de Promoción Ciudadana y de Acción Gubernamental. En las Elecciones de 1999 fue candidato del PAN a Gobernador de Guerrero, elección que en que compitió con el candidato del PRI, René Juárez Cisneros y del PRD, Félix Salgado Macedonio.
De 1999 a 2002 fue diputado al Congreso de Guerrero y de 2003 a 2006 diputado federal plurinominal a la LIX Legislatura.
Desde 2006 fue coordinador nacional de delegaciones de la Procuraduría Federal del Consumidor y en 2007 fue llamado a declarar en torno al asesinato del diputado panista al Congreso de Guerrero, Jorge Bajos Valverde.
En 2008, entrega la Coordinación Nacional de Delegaciones de la Profeco a Eduardo Delgadillo Alvarado.